# Turid Sannes
Turid Sannes er en norsk håndboldspiller. Hun spillede 54 kampe og scorede 122 mål for Norges håndboldlandshold mellem 1975 og 1977. Hun deltog også under VM 1975 hvor holdet kom på en 8.-plads.